# Tzernicus
Tzernicus (łac. Diocesis Tzernicensis) – stolica historycznej diecezji na Bałkanach. Sufragania archidiecezji Ochryda. Współcześnie miasto Čerminik w Albanii. Obecnie katolickie biskupstwo tytularne.

## Biskupi tytularni
| Lp. | Biskup           | Funkcja                                                             | Od               | Do                   |
| --- | ---------------- | ------------------------------------------------------------------- | ---------------- | -------------------- |
| 1   | Michael Rusnak   | biskup pomocniczy eparchii św. Cyryla i Metodego w Toronto (Kanada) | 25 sierpnia 1964 | 13 października 1980 |
| 2   | Jožef Smej       | biskup pomocniczy Mariboru (Słowenia)                               | 15 kwietnia 1983 | 21 listopada 2020    |
| 3   | Mariusz Dmyterko | biskup pomocniczy eparchii wrocławsko-koszalińskiej (Polska)        | 10 lipca 2025    |                      |